# Tidebrook
Tidebrook – osada w Anglii, w hrabstwie East Sussex, w dystrykcie Wealden. Leży 61 km na południowy wschód od Londynu.